# Valdeavellano de Tera
Valdeavellano de Tera település Spanyolországban, Soria tartományban. Valdeavellano de Tera Sotillo del Rincón, La Póveda de Soria, Rollamienta és Villar del Ala községekkel határos. Lakosainak száma 218 fő (2024).

## Népesség
A település népessége az elmúlt években az alábbi módon változott:
| Lakosok száma | 262  | 230  | 238  | 236  | 205  | 202  | 192  | 191  | 207  | 218  |
|               | 2001 | 2004 | 2007 | 2009 | 2012 | 2014 | 2017 | 2019 | 2022 | 2024 |